# Литературные листки (Одесса)
«Литературные листки» — первый литературно-научный журнал в Одессе. Выходил в 1833—1834 годах как приложение к газете «Одесский вестник». До середины 1833 года издавался еженедельно; затем из-за слабой полиграфической базы и недостатка средств номера часто сдваивались, один вышел тройным, а четыре выпуска содержали по четыре номера (всего 40).
Редактировал «Литературные листки» М. П. Розберг (впоследствии — литературовед, писатель, профессор русской словесности в Дерптском университете, академик Императорской академии наук).
Журнал печатал статьи по эстетике, филологии, естественным наукам, однако основное место занимали в нём произведения русских и зарубежных писателей.
Была опубликована поэзия А. Полежаева и его переводы произведений В. Гюго и А. де Ламартина, несколько стихотворных произведений А. Подолинского («Жизнь», отрывки из «Хотина» и «Русалки»). Печатались переводы из О. де Бальзака (повести «Узник» и «Странный дом», рассказ «Три сестры»), А. Дюма-отца (повесть «Картезианский монастырь», рассказ «Маскарадный бал»), В. Скотта (повесть «Два гуртовщика»), Э. Т. А. Гофмана (новелла «Дон Жуан»), А. де Виньи, А. Мицкевича, Ш. Нодье, Э. Сю и другие.